# Fou de jazz
Pour plus de détails, voir Fiche technique et Distribution.
Fou de jazz (I Love to Singa) est un cartoon Merrie Melodies réalisé par Tex Avery et distribué par les Leon Schlesinger Productions et le Vitaphone en 1936.

## Synopsis
Un hibou professeur de chant nommé Fritz Hibou, détestant le jazz, attend avec sa femme l'éclosion des quatre œufs qu'a pondu cette dernière. Naissent alors quatre petits hiboux musiciens dont le quatrième, nommé Édile Piaf (Owl Jonhson en anglais) est jazzman et chante I Love to Singa d'Al Jolson, ce qui rend fou son père. Ce dernier décide d'apprendre à son fils cadet la mélodie classique. Pendant que sa mère tourne les pages de la partition avant de jouer au piano, Édile en profite pour chanter des passages de sa chanson. Mais la troisième fois, lorsque Fritz vient discrètement le voir chanter la mélodie classique et le surprend, il le jette dehors. Sa mère contacte la police pour retrouver son fils. Édile décide de se promener avant de voir un concours de chant dans une station de radio. La station est présentée par Jack Bunny, un lapin. Tous les candidats échouent jusqu'à ce que le jeune hibou chante I Love to Singa, que Jack apprécie. Sa famille l'entend à la radio et vient à la station. Quand Édile voit son père derrière la fenêtre, effrayé, il chante la mélodie classique chantée plus tôt, ce qui va forcer Jack à l'éliminer, avant que sa famille rentre dans la station. Son père l'autorise alors à chanter du jazz, et le jeune hibou et sa famille finissent par chanter ensemble, Jack Bunny leur donnant le trophée du premier prix.

## Fiche technique
- Réalisation : Tex Avery
- Production : Leon Schlesinger Productions
- Série : Merrie Melodies[2]
- Durée : 8 minutes
- Date de sortie : 1936